# Musei Civici di Arte e Storia di Brescia
Les Musei Civici di Arte e Storia di Brescia (en français : Musées municipaux d'Art et d'Histoire de Brescia) constituent un réseau muséal qui englobe l'ensemble des musées, des institutions culturelles et du patrimoine historique et culturel de Brescia, en Italie.

## Sites muséaux notables

### Pinacothèque Tosio Martinengo
Située dans le palais Martinengo da Barco, datant du XVIIe siècle, au bout de la via Moretto, elle abrite la plus grande collection d'œuvres d'art de la ville, des protagonistes de la Renaissance bergamasque et bresciane aux œuvres pleinement romantiques du XIXe siècle ; elle est le fruit des legs testamentaires du comte brescian Paolo Tosio et de Leopardo Martinengo, d'où son nom « Tosio-Martinengo ».
Ses collections comprennent des œuvres de Raphaël, Francesco Filippini, Romanino, Moretto, Girolamo Savoldo et Lorenzo Lotto.

### Musée Santa Giulia
Installé dans le monastère Santa Giulia datant de l'époque lombarde, fondé en 753 par Didier de Lombardie et son épouse Ansa, il est défini comme le « musée de la ville » ; il abrite en effet une quantité considérable de vestiges archéologiques et de témoignages historiques qui retracent l'histoire de Brescia, de la préhistoire à l'époque communale et à la Renaissance. Le musée, ainsi que le complexe monumental de l'époque romaine de la Piazza del Foro, est classé au patrimoine mondial de l'UNESCO en 2011.
Le complexe, d'une superficie totale de plus de 14 000 m2, abrite la basilique lombarde de San Salvatore, ainsi que l'église Santa Maria in Solario, l'église Santa Giulia, les domus dell'Ortaglia de l'époque romaine et le chœur des religieuses de la Renaissance.